# Damslutspel
Den här artikeln använder algebraisk schacknotation för att beskriva schackdragen.
Damslutspel är slutspel i schack där, förutom kungarna, endast damer och bönder återstår.
Damslutspel är mycket svåra att beräkna på grund av damens stora rörlighet. Damen är bra på att lotsa ner bönder till sista raden så fribönder är en viktig faktor. Kungens säkerhet är också viktig eftersom evig schack spelar en roll i många damslutspel.

## Dam mot bonde
Slutspel med dam mot en bonde på sjunde raden uppstår ofta när den ena sidans bonde går i dam innan den andra. Detta slutspel vinns av damen mot centrum- och springarbönder (alltså bönder på b-, d-, e- och g-linjerna) medan det är remi mot kant- och löparbönder (om inte kungen står tillräckligt nära bonden, se exempel nedan).
|   | a                                                               | b                                                               | c                                                               | d                                                               | e                                                               | f                                                               | g                                                               | h                                                               |   |
| 8 | g8 vit drottning · b2 svart bonde · c2 svart kung · h2 vit kung | g8 vit drottning · b2 svart bonde · c2 svart kung · h2 vit kung | g8 vit drottning · b2 svart bonde · c2 svart kung · h2 vit kung | g8 vit drottning · b2 svart bonde · c2 svart kung · h2 vit kung | g8 vit drottning · b2 svart bonde · c2 svart kung · h2 vit kung | g8 vit drottning · b2 svart bonde · c2 svart kung · h2 vit kung | g8 vit drottning · b2 svart bonde · c2 svart kung · h2 vit kung | g8 vit drottning · b2 svart bonde · c2 svart kung · h2 vit kung | 8 |
| 7 | g8 vit drottning · b2 svart bonde · c2 svart kung · h2 vit kung | g8 vit drottning · b2 svart bonde · c2 svart kung · h2 vit kung | g8 vit drottning · b2 svart bonde · c2 svart kung · h2 vit kung | g8 vit drottning · b2 svart bonde · c2 svart kung · h2 vit kung | g8 vit drottning · b2 svart bonde · c2 svart kung · h2 vit kung | g8 vit drottning · b2 svart bonde · c2 svart kung · h2 vit kung | g8 vit drottning · b2 svart bonde · c2 svart kung · h2 vit kung | g8 vit drottning · b2 svart bonde · c2 svart kung · h2 vit kung | 7 |
| 6 | g8 vit drottning · b2 svart bonde · c2 svart kung · h2 vit kung | g8 vit drottning · b2 svart bonde · c2 svart kung · h2 vit kung | g8 vit drottning · b2 svart bonde · c2 svart kung · h2 vit kung | g8 vit drottning · b2 svart bonde · c2 svart kung · h2 vit kung | g8 vit drottning · b2 svart bonde · c2 svart kung · h2 vit kung | g8 vit drottning · b2 svart bonde · c2 svart kung · h2 vit kung | g8 vit drottning · b2 svart bonde · c2 svart kung · h2 vit kung | g8 vit drottning · b2 svart bonde · c2 svart kung · h2 vit kung | 6 |
| 5 | g8 vit drottning · b2 svart bonde · c2 svart kung · h2 vit kung | g8 vit drottning · b2 svart bonde · c2 svart kung · h2 vit kung | g8 vit drottning · b2 svart bonde · c2 svart kung · h2 vit kung | g8 vit drottning · b2 svart bonde · c2 svart kung · h2 vit kung | g8 vit drottning · b2 svart bonde · c2 svart kung · h2 vit kung | g8 vit drottning · b2 svart bonde · c2 svart kung · h2 vit kung | g8 vit drottning · b2 svart bonde · c2 svart kung · h2 vit kung | g8 vit drottning · b2 svart bonde · c2 svart kung · h2 vit kung | 5 |
| 4 | g8 vit drottning · b2 svart bonde · c2 svart kung · h2 vit kung | g8 vit drottning · b2 svart bonde · c2 svart kung · h2 vit kung | g8 vit drottning · b2 svart bonde · c2 svart kung · h2 vit kung | g8 vit drottning · b2 svart bonde · c2 svart kung · h2 vit kung | g8 vit drottning · b2 svart bonde · c2 svart kung · h2 vit kung | g8 vit drottning · b2 svart bonde · c2 svart kung · h2 vit kung | g8 vit drottning · b2 svart bonde · c2 svart kung · h2 vit kung | g8 vit drottning · b2 svart bonde · c2 svart kung · h2 vit kung | 4 |
| 3 | g8 vit drottning · b2 svart bonde · c2 svart kung · h2 vit kung | g8 vit drottning · b2 svart bonde · c2 svart kung · h2 vit kung | g8 vit drottning · b2 svart bonde · c2 svart kung · h2 vit kung | g8 vit drottning · b2 svart bonde · c2 svart kung · h2 vit kung | g8 vit drottning · b2 svart bonde · c2 svart kung · h2 vit kung | g8 vit drottning · b2 svart bonde · c2 svart kung · h2 vit kung | g8 vit drottning · b2 svart bonde · c2 svart kung · h2 vit kung | g8 vit drottning · b2 svart bonde · c2 svart kung · h2 vit kung | 3 |
| 2 | g8 vit drottning · b2 svart bonde · c2 svart kung · h2 vit kung | g8 vit drottning · b2 svart bonde · c2 svart kung · h2 vit kung | g8 vit drottning · b2 svart bonde · c2 svart kung · h2 vit kung | g8 vit drottning · b2 svart bonde · c2 svart kung · h2 vit kung | g8 vit drottning · b2 svart bonde · c2 svart kung · h2 vit kung | g8 vit drottning · b2 svart bonde · c2 svart kung · h2 vit kung | g8 vit drottning · b2 svart bonde · c2 svart kung · h2 vit kung | g8 vit drottning · b2 svart bonde · c2 svart kung · h2 vit kung | 2 |
| 1 | g8 vit drottning · b2 svart bonde · c2 svart kung · h2 vit kung | g8 vit drottning · b2 svart bonde · c2 svart kung · h2 vit kung | g8 vit drottning · b2 svart bonde · c2 svart kung · h2 vit kung | g8 vit drottning · b2 svart bonde · c2 svart kung · h2 vit kung | g8 vit drottning · b2 svart bonde · c2 svart kung · h2 vit kung | g8 vit drottning · b2 svart bonde · c2 svart kung · h2 vit kung | g8 vit drottning · b2 svart bonde · c2 svart kung · h2 vit kung | g8 vit drottning · b2 svart bonde · c2 svart kung · h2 vit kung | 1 |
|   | a                                                               | b                                                               | c                                                               | d                                                               | e                                                               | f                                                               | g                                                               | h                                                               |   |

Mot centrum- eller springarbonde vinner damen genom att driva kungen till bondens förvandlingsruta och sen närma sig med sin egen kung.
1.Dc4+ Kd2 2.Db3 Kc1 3.Dc3+ Kb1
Nu kan kungen närma sig ett steg.
4.Kg2 Ka2 5.Dc2 Ka1 6.Da4+ Kb1
Och nu ett steg till. 
7.Kf2 Kc1 8.Dc4+ Kd2 9.Db3 Kc1 10.Dc3+ Kb1
Nu skulle kungen kunna ta ett steg till men det finns en snabbare matt med 11.Dc4 Ka1 12.Da4+ Kb1 13.Ke2 Kc1 14.Dd1#
Mot kantbonde eller löparbonde går det däremot inte att vinna eftersom det blir patt.
I det första diagrammet: 1.Db4+ Ka1 med remi.
I det andra diagrammet: 1.Dd4+ Kc1 2.Kg2 Kb1 3.Db4+ Ka2 4.Dc3 Kb1 5.Db3+ Ka1! och om vit slår bonden är det patt.
Om kungen står tillräckligt nära vinner damen även mot kant- och löparbonden genom att sätta upp en ställning där bonden visserligen kan gå i dam men där det sen inte går att förhindra matt.
I det första diagrammet: 1.Df2+ Kb3 2.De1 Kb2 3.Kb4 a1D 4.Dd2+ Kb1 5.Kb3 och svart måste offra damen för att undgå matt i nästa drag.
Mot löparbonden i det andra diagrammet måste vits kung stå ännu närmare (med kungen på b5 är det remi).
1.Db4+ Ka2 2.Db3+ (2.Dc3? c1D 3.Dxc1 patt) 2...Ka1 3.Dc3+ Kb1 4.Kb3 c1D 5.Dd3+ Ka1 6.Da6+ Kb1 7.Da2#
I slutspelet dam mot flera bönder beror resultatet på hur bönderna står. 
I vissa ställningar vinner damen lättare än mot en ensam bonde eftersom det inte blir patt.

## Dam och bonde mot dam
Slutspelet dam och bonde mot dam är inte lika vanligt som torn och bonde mot torn men ändå viktigt. Det leder ofta till remi men är svårspelat och varianterna blir mycket långa på grund av alla schackar. 
Om den försvarande sidan har kungen framför bonden så kan den i regel hålla remi. Om kungen inte kan hjälpa till att hindra bonden så är det ibland vinst för den starkare sidan.
Försvarsmetoden är att nå remi genom evig schack så för att vinna gäller det att hitta en ställning där det inte finns några schackar kvar eller där man kan gå emellan med sin egen dam med schack som i det första diagrammet.
Svart gav upp eftersom hur han än schackar kan vit gå emellan med schack; 91...Dg1+ 92.Dd4+, 91...Dc2+ 92.Dc4+ eller 91...Dc7+ 92.Dc6+.
Om den försvarande kungen inte kan komma framför bonden bör den i stället hålla sig långt borta för att undvika den här typen av motschackar.
Det andra diagrammet visar betydelsen av små skillnader i ställningen.
Enligt slutspelsdatabaserna är det vinst för vit i 43 drag. Om bonden i stället står på b5 är det vinst i 42 drag, på a5 är det vinst i 77 drag, medan bonden på d5, e5, f5, g5 eller h5 är remi. 
Ju längre fram bonden har kommit, desto lättare är det att vinna. 
Allmänt sett ger löparbönder de bästa vinstchanserna. Då måste den försvarande kungen vara framför bonden för att hålla remi. Mot centrumbönder kan kungen hålla remi framför bonden eller i hörnet närmast förvandlingsfältet. Mot springar- och kantbönder kan kungen hålla remi framför bonden eller i det motsatta hörnet längst från förvandlingsfältet (kantbönder är svårast att vinna med och oftast remi).

## Dam och två bönder mot dam
|   | a                                                                                                 | b                                                                                                 | c                                                                                                 | d                                                                                                 | e                                                                                                 | f                                                                                                 | g                                                                                                 | h                                                                                                 |   |
| 8 | g8 svart kung · e6 svart drottning · g5 vit bonde · h4 vit bonde · d3 vit drottning · g1 vit kung | g8 svart kung · e6 svart drottning · g5 vit bonde · h4 vit bonde · d3 vit drottning · g1 vit kung | g8 svart kung · e6 svart drottning · g5 vit bonde · h4 vit bonde · d3 vit drottning · g1 vit kung | g8 svart kung · e6 svart drottning · g5 vit bonde · h4 vit bonde · d3 vit drottning · g1 vit kung | g8 svart kung · e6 svart drottning · g5 vit bonde · h4 vit bonde · d3 vit drottning · g1 vit kung | g8 svart kung · e6 svart drottning · g5 vit bonde · h4 vit bonde · d3 vit drottning · g1 vit kung | g8 svart kung · e6 svart drottning · g5 vit bonde · h4 vit bonde · d3 vit drottning · g1 vit kung | g8 svart kung · e6 svart drottning · g5 vit bonde · h4 vit bonde · d3 vit drottning · g1 vit kung | 8 |
| 7 | g8 svart kung · e6 svart drottning · g5 vit bonde · h4 vit bonde · d3 vit drottning · g1 vit kung | g8 svart kung · e6 svart drottning · g5 vit bonde · h4 vit bonde · d3 vit drottning · g1 vit kung | g8 svart kung · e6 svart drottning · g5 vit bonde · h4 vit bonde · d3 vit drottning · g1 vit kung | g8 svart kung · e6 svart drottning · g5 vit bonde · h4 vit bonde · d3 vit drottning · g1 vit kung | g8 svart kung · e6 svart drottning · g5 vit bonde · h4 vit bonde · d3 vit drottning · g1 vit kung | g8 svart kung · e6 svart drottning · g5 vit bonde · h4 vit bonde · d3 vit drottning · g1 vit kung | g8 svart kung · e6 svart drottning · g5 vit bonde · h4 vit bonde · d3 vit drottning · g1 vit kung | g8 svart kung · e6 svart drottning · g5 vit bonde · h4 vit bonde · d3 vit drottning · g1 vit kung | 7 |
| 6 | g8 svart kung · e6 svart drottning · g5 vit bonde · h4 vit bonde · d3 vit drottning · g1 vit kung | g8 svart kung · e6 svart drottning · g5 vit bonde · h4 vit bonde · d3 vit drottning · g1 vit kung | g8 svart kung · e6 svart drottning · g5 vit bonde · h4 vit bonde · d3 vit drottning · g1 vit kung | g8 svart kung · e6 svart drottning · g5 vit bonde · h4 vit bonde · d3 vit drottning · g1 vit kung | g8 svart kung · e6 svart drottning · g5 vit bonde · h4 vit bonde · d3 vit drottning · g1 vit kung | g8 svart kung · e6 svart drottning · g5 vit bonde · h4 vit bonde · d3 vit drottning · g1 vit kung | g8 svart kung · e6 svart drottning · g5 vit bonde · h4 vit bonde · d3 vit drottning · g1 vit kung | g8 svart kung · e6 svart drottning · g5 vit bonde · h4 vit bonde · d3 vit drottning · g1 vit kung | 6 |
| 5 | g8 svart kung · e6 svart drottning · g5 vit bonde · h4 vit bonde · d3 vit drottning · g1 vit kung | g8 svart kung · e6 svart drottning · g5 vit bonde · h4 vit bonde · d3 vit drottning · g1 vit kung | g8 svart kung · e6 svart drottning · g5 vit bonde · h4 vit bonde · d3 vit drottning · g1 vit kung | g8 svart kung · e6 svart drottning · g5 vit bonde · h4 vit bonde · d3 vit drottning · g1 vit kung | g8 svart kung · e6 svart drottning · g5 vit bonde · h4 vit bonde · d3 vit drottning · g1 vit kung | g8 svart kung · e6 svart drottning · g5 vit bonde · h4 vit bonde · d3 vit drottning · g1 vit kung | g8 svart kung · e6 svart drottning · g5 vit bonde · h4 vit bonde · d3 vit drottning · g1 vit kung | g8 svart kung · e6 svart drottning · g5 vit bonde · h4 vit bonde · d3 vit drottning · g1 vit kung | 5 |
| 4 | g8 svart kung · e6 svart drottning · g5 vit bonde · h4 vit bonde · d3 vit drottning · g1 vit kung | g8 svart kung · e6 svart drottning · g5 vit bonde · h4 vit bonde · d3 vit drottning · g1 vit kung | g8 svart kung · e6 svart drottning · g5 vit bonde · h4 vit bonde · d3 vit drottning · g1 vit kung | g8 svart kung · e6 svart drottning · g5 vit bonde · h4 vit bonde · d3 vit drottning · g1 vit kung | g8 svart kung · e6 svart drottning · g5 vit bonde · h4 vit bonde · d3 vit drottning · g1 vit kung | g8 svart kung · e6 svart drottning · g5 vit bonde · h4 vit bonde · d3 vit drottning · g1 vit kung | g8 svart kung · e6 svart drottning · g5 vit bonde · h4 vit bonde · d3 vit drottning · g1 vit kung | g8 svart kung · e6 svart drottning · g5 vit bonde · h4 vit bonde · d3 vit drottning · g1 vit kung | 4 |
| 3 | g8 svart kung · e6 svart drottning · g5 vit bonde · h4 vit bonde · d3 vit drottning · g1 vit kung | g8 svart kung · e6 svart drottning · g5 vit bonde · h4 vit bonde · d3 vit drottning · g1 vit kung | g8 svart kung · e6 svart drottning · g5 vit bonde · h4 vit bonde · d3 vit drottning · g1 vit kung | g8 svart kung · e6 svart drottning · g5 vit bonde · h4 vit bonde · d3 vit drottning · g1 vit kung | g8 svart kung · e6 svart drottning · g5 vit bonde · h4 vit bonde · d3 vit drottning · g1 vit kung | g8 svart kung · e6 svart drottning · g5 vit bonde · h4 vit bonde · d3 vit drottning · g1 vit kung | g8 svart kung · e6 svart drottning · g5 vit bonde · h4 vit bonde · d3 vit drottning · g1 vit kung | g8 svart kung · e6 svart drottning · g5 vit bonde · h4 vit bonde · d3 vit drottning · g1 vit kung | 3 |
| 2 | g8 svart kung · e6 svart drottning · g5 vit bonde · h4 vit bonde · d3 vit drottning · g1 vit kung | g8 svart kung · e6 svart drottning · g5 vit bonde · h4 vit bonde · d3 vit drottning · g1 vit kung | g8 svart kung · e6 svart drottning · g5 vit bonde · h4 vit bonde · d3 vit drottning · g1 vit kung | g8 svart kung · e6 svart drottning · g5 vit bonde · h4 vit bonde · d3 vit drottning · g1 vit kung | g8 svart kung · e6 svart drottning · g5 vit bonde · h4 vit bonde · d3 vit drottning · g1 vit kung | g8 svart kung · e6 svart drottning · g5 vit bonde · h4 vit bonde · d3 vit drottning · g1 vit kung | g8 svart kung · e6 svart drottning · g5 vit bonde · h4 vit bonde · d3 vit drottning · g1 vit kung | g8 svart kung · e6 svart drottning · g5 vit bonde · h4 vit bonde · d3 vit drottning · g1 vit kung | 2 |
| 1 | g8 svart kung · e6 svart drottning · g5 vit bonde · h4 vit bonde · d3 vit drottning · g1 vit kung | g8 svart kung · e6 svart drottning · g5 vit bonde · h4 vit bonde · d3 vit drottning · g1 vit kung | g8 svart kung · e6 svart drottning · g5 vit bonde · h4 vit bonde · d3 vit drottning · g1 vit kung | g8 svart kung · e6 svart drottning · g5 vit bonde · h4 vit bonde · d3 vit drottning · g1 vit kung | g8 svart kung · e6 svart drottning · g5 vit bonde · h4 vit bonde · d3 vit drottning · g1 vit kung | g8 svart kung · e6 svart drottning · g5 vit bonde · h4 vit bonde · d3 vit drottning · g1 vit kung | g8 svart kung · e6 svart drottning · g5 vit bonde · h4 vit bonde · d3 vit drottning · g1 vit kung | g8 svart kung · e6 svart drottning · g5 vit bonde · h4 vit bonde · d3 vit drottning · g1 vit kung | 1 |
|   | a                                                                                                 | b                                                                                                 | c                                                                                                 | d                                                                                                 | e                                                                                                 | f                                                                                                 | g                                                                                                 | h                                                                                                 |   |

Dam och två bönder vinner i regel mot en ensam dam men lite överraskande är ställningar med springar- och kantbönder, som den i diagrammet, ofta teoretisk remi.

## Damer och bönder på båda sidor
|   | a | b | c | d | e | f | g | h |   |
| 8 | b7 vit drottning · f7 svart bonde · g7 svart bonde · h7 svart kung · a6 vit bonde · h6 svart bonde · b5 svart bonde · c5 svart bonde · d5 svart bonde · e4 svart drottning · h2 vit kung | b7 vit drottning · f7 svart bonde · g7 svart bonde · h7 svart kung · a6 vit bonde · h6 svart bonde · b5 svart bonde · c5 svart bonde · d5 svart bonde · e4 svart drottning · h2 vit kung | b7 vit drottning · f7 svart bonde · g7 svart bonde · h7 svart kung · a6 vit bonde · h6 svart bonde · b5 svart bonde · c5 svart bonde · d5 svart bonde · e4 svart drottning · h2 vit kung | b7 vit drottning · f7 svart bonde · g7 svart bonde · h7 svart kung · a6 vit bonde · h6 svart bonde · b5 svart bonde · c5 svart bonde · d5 svart bonde · e4 svart drottning · h2 vit kung | b7 vit drottning · f7 svart bonde · g7 svart bonde · h7 svart kung · a6 vit bonde · h6 svart bonde · b5 svart bonde · c5 svart bonde · d5 svart bonde · e4 svart drottning · h2 vit kung | b7 vit drottning · f7 svart bonde · g7 svart bonde · h7 svart kung · a6 vit bonde · h6 svart bonde · b5 svart bonde · c5 svart bonde · d5 svart bonde · e4 svart drottning · h2 vit kung | b7 vit drottning · f7 svart bonde · g7 svart bonde · h7 svart kung · a6 vit bonde · h6 svart bonde · b5 svart bonde · c5 svart bonde · d5 svart bonde · e4 svart drottning · h2 vit kung | b7 vit drottning · f7 svart bonde · g7 svart bonde · h7 svart kung · a6 vit bonde · h6 svart bonde · b5 svart bonde · c5 svart bonde · d5 svart bonde · e4 svart drottning · h2 vit kung | 8 |
| 7 | b7 vit drottning · f7 svart bonde · g7 svart bonde · h7 svart kung · a6 vit bonde · h6 svart bonde · b5 svart bonde · c5 svart bonde · d5 svart bonde · e4 svart drottning · h2 vit kung | b7 vit drottning · f7 svart bonde · g7 svart bonde · h7 svart kung · a6 vit bonde · h6 svart bonde · b5 svart bonde · c5 svart bonde · d5 svart bonde · e4 svart drottning · h2 vit kung | b7 vit drottning · f7 svart bonde · g7 svart bonde · h7 svart kung · a6 vit bonde · h6 svart bonde · b5 svart bonde · c5 svart bonde · d5 svart bonde · e4 svart drottning · h2 vit kung | b7 vit drottning · f7 svart bonde · g7 svart bonde · h7 svart kung · a6 vit bonde · h6 svart bonde · b5 svart bonde · c5 svart bonde · d5 svart bonde · e4 svart drottning · h2 vit kung | b7 vit drottning · f7 svart bonde · g7 svart bonde · h7 svart kung · a6 vit bonde · h6 svart bonde · b5 svart bonde · c5 svart bonde · d5 svart bonde · e4 svart drottning · h2 vit kung | b7 vit drottning · f7 svart bonde · g7 svart bonde · h7 svart kung · a6 vit bonde · h6 svart bonde · b5 svart bonde · c5 svart bonde · d5 svart bonde · e4 svart drottning · h2 vit kung | b7 vit drottning · f7 svart bonde · g7 svart bonde · h7 svart kung · a6 vit bonde · h6 svart bonde · b5 svart bonde · c5 svart bonde · d5 svart bonde · e4 svart drottning · h2 vit kung | b7 vit drottning · f7 svart bonde · g7 svart bonde · h7 svart kung · a6 vit bonde · h6 svart bonde · b5 svart bonde · c5 svart bonde · d5 svart bonde · e4 svart drottning · h2 vit kung | 7 |
| 6 | b7 vit drottning · f7 svart bonde · g7 svart bonde · h7 svart kung · a6 vit bonde · h6 svart bonde · b5 svart bonde · c5 svart bonde · d5 svart bonde · e4 svart drottning · h2 vit kung | b7 vit drottning · f7 svart bonde · g7 svart bonde · h7 svart kung · a6 vit bonde · h6 svart bonde · b5 svart bonde · c5 svart bonde · d5 svart bonde · e4 svart drottning · h2 vit kung | b7 vit drottning · f7 svart bonde · g7 svart bonde · h7 svart kung · a6 vit bonde · h6 svart bonde · b5 svart bonde · c5 svart bonde · d5 svart bonde · e4 svart drottning · h2 vit kung | b7 vit drottning · f7 svart bonde · g7 svart bonde · h7 svart kung · a6 vit bonde · h6 svart bonde · b5 svart bonde · c5 svart bonde · d5 svart bonde · e4 svart drottning · h2 vit kung | b7 vit drottning · f7 svart bonde · g7 svart bonde · h7 svart kung · a6 vit bonde · h6 svart bonde · b5 svart bonde · c5 svart bonde · d5 svart bonde · e4 svart drottning · h2 vit kung | b7 vit drottning · f7 svart bonde · g7 svart bonde · h7 svart kung · a6 vit bonde · h6 svart bonde · b5 svart bonde · c5 svart bonde · d5 svart bonde · e4 svart drottning · h2 vit kung | b7 vit drottning · f7 svart bonde · g7 svart bonde · h7 svart kung · a6 vit bonde · h6 svart bonde · b5 svart bonde · c5 svart bonde · d5 svart bonde · e4 svart drottning · h2 vit kung | b7 vit drottning · f7 svart bonde · g7 svart bonde · h7 svart kung · a6 vit bonde · h6 svart bonde · b5 svart bonde · c5 svart bonde · d5 svart bonde · e4 svart drottning · h2 vit kung | 6 |
| 5 | b7 vit drottning · f7 svart bonde · g7 svart bonde · h7 svart kung · a6 vit bonde · h6 svart bonde · b5 svart bonde · c5 svart bonde · d5 svart bonde · e4 svart drottning · h2 vit kung | b7 vit drottning · f7 svart bonde · g7 svart bonde · h7 svart kung · a6 vit bonde · h6 svart bonde · b5 svart bonde · c5 svart bonde · d5 svart bonde · e4 svart drottning · h2 vit kung | b7 vit drottning · f7 svart bonde · g7 svart bonde · h7 svart kung · a6 vit bonde · h6 svart bonde · b5 svart bonde · c5 svart bonde · d5 svart bonde · e4 svart drottning · h2 vit kung | b7 vit drottning · f7 svart bonde · g7 svart bonde · h7 svart kung · a6 vit bonde · h6 svart bonde · b5 svart bonde · c5 svart bonde · d5 svart bonde · e4 svart drottning · h2 vit kung | b7 vit drottning · f7 svart bonde · g7 svart bonde · h7 svart kung · a6 vit bonde · h6 svart bonde · b5 svart bonde · c5 svart bonde · d5 svart bonde · e4 svart drottning · h2 vit kung | b7 vit drottning · f7 svart bonde · g7 svart bonde · h7 svart kung · a6 vit bonde · h6 svart bonde · b5 svart bonde · c5 svart bonde · d5 svart bonde · e4 svart drottning · h2 vit kung | b7 vit drottning · f7 svart bonde · g7 svart bonde · h7 svart kung · a6 vit bonde · h6 svart bonde · b5 svart bonde · c5 svart bonde · d5 svart bonde · e4 svart drottning · h2 vit kung | b7 vit drottning · f7 svart bonde · g7 svart bonde · h7 svart kung · a6 vit bonde · h6 svart bonde · b5 svart bonde · c5 svart bonde · d5 svart bonde · e4 svart drottning · h2 vit kung | 5 |
| 4 | b7 vit drottning · f7 svart bonde · g7 svart bonde · h7 svart kung · a6 vit bonde · h6 svart bonde · b5 svart bonde · c5 svart bonde · d5 svart bonde · e4 svart drottning · h2 vit kung | b7 vit drottning · f7 svart bonde · g7 svart bonde · h7 svart kung · a6 vit bonde · h6 svart bonde · b5 svart bonde · c5 svart bonde · d5 svart bonde · e4 svart drottning · h2 vit kung | b7 vit drottning · f7 svart bonde · g7 svart bonde · h7 svart kung · a6 vit bonde · h6 svart bonde · b5 svart bonde · c5 svart bonde · d5 svart bonde · e4 svart drottning · h2 vit kung | b7 vit drottning · f7 svart bonde · g7 svart bonde · h7 svart kung · a6 vit bonde · h6 svart bonde · b5 svart bonde · c5 svart bonde · d5 svart bonde · e4 svart drottning · h2 vit kung | b7 vit drottning · f7 svart bonde · g7 svart bonde · h7 svart kung · a6 vit bonde · h6 svart bonde · b5 svart bonde · c5 svart bonde · d5 svart bonde · e4 svart drottning · h2 vit kung | b7 vit drottning · f7 svart bonde · g7 svart bonde · h7 svart kung · a6 vit bonde · h6 svart bonde · b5 svart bonde · c5 svart bonde · d5 svart bonde · e4 svart drottning · h2 vit kung | b7 vit drottning · f7 svart bonde · g7 svart bonde · h7 svart kung · a6 vit bonde · h6 svart bonde · b5 svart bonde · c5 svart bonde · d5 svart bonde · e4 svart drottning · h2 vit kung | b7 vit drottning · f7 svart bonde · g7 svart bonde · h7 svart kung · a6 vit bonde · h6 svart bonde · b5 svart bonde · c5 svart bonde · d5 svart bonde · e4 svart drottning · h2 vit kung | 4 |
| 3 | b7 vit drottning · f7 svart bonde · g7 svart bonde · h7 svart kung · a6 vit bonde · h6 svart bonde · b5 svart bonde · c5 svart bonde · d5 svart bonde · e4 svart drottning · h2 vit kung | b7 vit drottning · f7 svart bonde · g7 svart bonde · h7 svart kung · a6 vit bonde · h6 svart bonde · b5 svart bonde · c5 svart bonde · d5 svart bonde · e4 svart drottning · h2 vit kung | b7 vit drottning · f7 svart bonde · g7 svart bonde · h7 svart kung · a6 vit bonde · h6 svart bonde · b5 svart bonde · c5 svart bonde · d5 svart bonde · e4 svart drottning · h2 vit kung | b7 vit drottning · f7 svart bonde · g7 svart bonde · h7 svart kung · a6 vit bonde · h6 svart bonde · b5 svart bonde · c5 svart bonde · d5 svart bonde · e4 svart drottning · h2 vit kung | b7 vit drottning · f7 svart bonde · g7 svart bonde · h7 svart kung · a6 vit bonde · h6 svart bonde · b5 svart bonde · c5 svart bonde · d5 svart bonde · e4 svart drottning · h2 vit kung | b7 vit drottning · f7 svart bonde · g7 svart bonde · h7 svart kung · a6 vit bonde · h6 svart bonde · b5 svart bonde · c5 svart bonde · d5 svart bonde · e4 svart drottning · h2 vit kung | b7 vit drottning · f7 svart bonde · g7 svart bonde · h7 svart kung · a6 vit bonde · h6 svart bonde · b5 svart bonde · c5 svart bonde · d5 svart bonde · e4 svart drottning · h2 vit kung | b7 vit drottning · f7 svart bonde · g7 svart bonde · h7 svart kung · a6 vit bonde · h6 svart bonde · b5 svart bonde · c5 svart bonde · d5 svart bonde · e4 svart drottning · h2 vit kung | 3 |
| 2 | b7 vit drottning · f7 svart bonde · g7 svart bonde · h7 svart kung · a6 vit bonde · h6 svart bonde · b5 svart bonde · c5 svart bonde · d5 svart bonde · e4 svart drottning · h2 vit kung | b7 vit drottning · f7 svart bonde · g7 svart bonde · h7 svart kung · a6 vit bonde · h6 svart bonde · b5 svart bonde · c5 svart bonde · d5 svart bonde · e4 svart drottning · h2 vit kung | b7 vit drottning · f7 svart bonde · g7 svart bonde · h7 svart kung · a6 vit bonde · h6 svart bonde · b5 svart bonde · c5 svart bonde · d5 svart bonde · e4 svart drottning · h2 vit kung | b7 vit drottning · f7 svart bonde · g7 svart bonde · h7 svart kung · a6 vit bonde · h6 svart bonde · b5 svart bonde · c5 svart bonde · d5 svart bonde · e4 svart drottning · h2 vit kung | b7 vit drottning · f7 svart bonde · g7 svart bonde · h7 svart kung · a6 vit bonde · h6 svart bonde · b5 svart bonde · c5 svart bonde · d5 svart bonde · e4 svart drottning · h2 vit kung | b7 vit drottning · f7 svart bonde · g7 svart bonde · h7 svart kung · a6 vit bonde · h6 svart bonde · b5 svart bonde · c5 svart bonde · d5 svart bonde · e4 svart drottning · h2 vit kung | b7 vit drottning · f7 svart bonde · g7 svart bonde · h7 svart kung · a6 vit bonde · h6 svart bonde · b5 svart bonde · c5 svart bonde · d5 svart bonde · e4 svart drottning · h2 vit kung | b7 vit drottning · f7 svart bonde · g7 svart bonde · h7 svart kung · a6 vit bonde · h6 svart bonde · b5 svart bonde · c5 svart bonde · d5 svart bonde · e4 svart drottning · h2 vit kung | 2 |
| 1 | b7 vit drottning · f7 svart bonde · g7 svart bonde · h7 svart kung · a6 vit bonde · h6 svart bonde · b5 svart bonde · c5 svart bonde · d5 svart bonde · e4 svart drottning · h2 vit kung | b7 vit drottning · f7 svart bonde · g7 svart bonde · h7 svart kung · a6 vit bonde · h6 svart bonde · b5 svart bonde · c5 svart bonde · d5 svart bonde · e4 svart drottning · h2 vit kung | b7 vit drottning · f7 svart bonde · g7 svart bonde · h7 svart kung · a6 vit bonde · h6 svart bonde · b5 svart bonde · c5 svart bonde · d5 svart bonde · e4 svart drottning · h2 vit kung | b7 vit drottning · f7 svart bonde · g7 svart bonde · h7 svart kung · a6 vit bonde · h6 svart bonde · b5 svart bonde · c5 svart bonde · d5 svart bonde · e4 svart drottning · h2 vit kung | b7 vit drottning · f7 svart bonde · g7 svart bonde · h7 svart kung · a6 vit bonde · h6 svart bonde · b5 svart bonde · c5 svart bonde · d5 svart bonde · e4 svart drottning · h2 vit kung | b7 vit drottning · f7 svart bonde · g7 svart bonde · h7 svart kung · a6 vit bonde · h6 svart bonde · b5 svart bonde · c5 svart bonde · d5 svart bonde · e4 svart drottning · h2 vit kung | b7 vit drottning · f7 svart bonde · g7 svart bonde · h7 svart kung · a6 vit bonde · h6 svart bonde · b5 svart bonde · c5 svart bonde · d5 svart bonde · e4 svart drottning · h2 vit kung | b7 vit drottning · f7 svart bonde · g7 svart bonde · h7 svart kung · a6 vit bonde · h6 svart bonde · b5 svart bonde · c5 svart bonde · d5 svart bonde · e4 svart drottning · h2 vit kung | 1 |
|   | a | b | c | d | e | f | g | h |   |

Med bönder på båda sidor är fribönder, helst långt framskjutna sådana, viktigare än antalet bönder. Diagrammet visar ett lite extremt exempel. Trots att svart har fem merbönder är han tvungen att ta ut remischackar för att förhindra att vits bonde går i dam.
Det bästa medlet för att skaffa sig och lotsa ned en fribonde är en aktiv dam som kan skapa hot mot motståndarens kung och bönder.
I partiexemplet i diagrammet ser det ut som om vit har den mer aktiva damen på den enda öppna linjen men med ett par precisa drag ändrar svart på det.
25...Dd6 (hotar f4) 26.Dd2 Da6 (hotar a2) 27.b3 Df1+ 28.Kb2
Svarts dam är nu klart starkare än vits.
28...Kd7 29.Dc2
Vit har en bondemajoritet på damflygeln och svart på kungsflygeln. Svarts är farligare eftersom han har möjlighet att forcera en avlägsen fribonde på h-linjen med g6-g5-g4 och h5-h4-h3. Det gör det riskabelt för vit att byta dam.
Med 29.Dc2 förbereder vit c3-c4 så svart förhindrar det.
29...b5 30.a4 a6 31.axb5 axb5
Se det andra diagrammet.
32.Ka3
Början på en felaktig plan. Vit tänker sig Kb4 och c4. Om vit förhåller sig passiv så kommer svart att sätta fart på majoriteten på kungsflygeln.
32...Kc6 33.Kb4? De1! uppgivet.
Vit är plötsligt förlorad. Det hotar 34...De7+ 35.Ka5 Da3#. Det blir också matt efter 34.Ka5 Da1+ 35.Kb4 Kb6 eller 34.Db2 De7+ 35.Ka5 Da7+ 36.Kb4 Kb6 37.Da3 De7#.
Efter 34.Da2 De7+ 35.Ka5 Da7+ faller vits dam. Och på 34.Ka3 går svart in i ett vunnet bondeslutspel med 34...Da1+ 35.Da2 Dxa2+ 36.Kxa2 g5 etc.